# Gregory Porter
Gregory Porter (Sacramento, 4 de novembro de 1971) é um cantor, compositor e ator norte-americano. Considerado um dos principais artistas contemporâneos de Jazz, Porter venceu duas vezes o Prêmio Grammy de Melhor Álbum de Jazz pelo desempenho nos álbuns Liquid Spirit e Take Me To The Alley em 2014 e 2017, respectivamente.

## Biografia
Gregory Porter nasceu na cidade californiana de Bakersfield, onde sua mãe exercia a função de pregadora da Igreja Batista. Concluindo os estudos em 1989, Porter recebeu uma bolsa de estudos integral na Universidade Estadual de San Diego. No entanto, um ferimento no ombro o impediu de seguir carreira esportiva. Aos 21 anos de idade, Porter perdeu sua mãe vítima de câncer. Em entrevistas, o cantor afirma que sua mãe foi a maior referência familiar e a principal incentivadora de sua carreira musical.

## Carreira
Em 2004, Porter mudou-se para o bairro de Bedford-Stuyvesant, no Brooklyn, juntamente com seu irmão Lloyd. Porter trabalhou como chefe de cozinha no restaurante de seu irmão, onde também tinha performances musicais. O cantor também passou por outras casas musicais na região, como o Sista's Place e Solomon's Porch antes de ser contratado pelo St. Nick's Pub, no Harlem.
Porter lançou dois álbuns pelo selo Motéma, parte do Membran Entertainment Group. Water (2010), seguido por Be Good (2012). Anos mais tarde, o cantor fechou contrato com a Blue Note Records (integrante da Universal Music Group). Seu terceiro álbum Liquid Spirit, já sob a nova gravadora, foi lançando em 2013 e produzido por Brian Bacchus. Muito bem recebido pela crítica, o álbum foi vencedor do Prêmio Grammy de Melhor Álbum de Jazz em 2014. Liquid Spirit obteve um sucesso comercial raramente desfrutado por álbuns do gênero, alcançando as dez primeiras colocações no Reino Unido. 
Em agosto de 2014, Porter lançou o single "The 'In' Crowd". Em 9 de maio de 2015, o cantor participou do VE Day 70: A Party to Remember, um concerto comemorativo realizado em Londres em homenagem aos setenta anos do Dia D. Na ocasião, Porter interpretou a canção "As Times Goes By". 

## Discografia
- Water (2010)
- Be Good (2012)
- Liquid Spirit (2013)
- Issues of Life (2014)
- Take Me to the Alley (2016)
- Live in Berlin (2016)
- Nat King Cole & Me (2017)
- One Night Only – Live at Royal Albert Hall (2018)
- All Rise (2020)